# Quận Andrew, Missouri
Quận Andrew là một quận thuộc tiểu bang Missouri, Hoa Kỳ. Theo điều tra dân số năm 2000 của Cục điều tra dân số Hoa Kỳ, quận có dân số 16.492 người 2. Quận lỵ đóng ở Savannah 6

## Địa lý
Theo Cục điều tra dân số Hoa Kỳ, quận có tổng diện tích km2, trong đó có km2 là diện tích mặt nước.

## Thông tin nhân khẩu
Theo điều tra dân số 2 năm 2000, quận đã có dân số 16.492 người, 6.273 hộ gia đình, và 4.635 gia đình sống trong quận hạt. Mật độ dân số là 38 người trên một dặm vuông (15/km ²). Có 6.662 đơn vị nhà ở với mật độ trung bình là 15 trên một dặm vuông (6/km ²). Cơ cấu dân tộc của cư dân sinh sống ở quận này bao gồm 98,38% người da trắng, 0,42% da đen hay Mỹ gốc Phi, 0,34% người Mỹ bản xứ, 0,22% châu Á, Thái Bình Dương 0,01%, 0,18% từ các chủng tộc khác, và 0,45% từ hai hoặc nhiều chủng tộc. 0,84% dân số là người Hispanic hay Latino thuộc một chủng tộc nào.
Có 6.273 hộ, trong đó 34,50% có trẻ em dưới 18 tuổi sống chung với họ, 62,70% là đôi vợ chồng sống với nhau, 7,40% có một chủ hộ nữ và không có chồng, và 26,10% là không lập gia đình. 22,30% hộ gia đình đã được tạo ra từ các cá nhân và 10,50% có người sống một mình 65 tuổi hoặc cao tuổi hơn. Cỡ hộ trung bình là 2,59 và cỡ gia đình trung bình là 3,03.
Trong quận này cơ cấu độ tuổi dân cư bao gồm 26,40% dưới độ tuổi 18, 7,90% 18-24, 27,60% 25-44, 23,70% từ 45 đến 64, và 14,40% từ 65 tuổi trở lên. Độ tuổi trung bình là 38 năm. Đối với mỗi 100 nữ có 95,00 nam giới. Đối với mỗi 100 nữ 18 tuổi trở lên, đã có 93,00 nam giới.
Thu nhập trung bình cho một hộ gia đình trong đã đạt mức USD 40.688, và thu nhập trung bình cho một gia đình là USD 46.067. Phái nam có thu nhập trung bình USD 32.955 so với 22.586 USD của phái nữ. Thu nhập bình quân đầu người là 19.375 USD. Có 6,40% gia đình và 8,20% dân số sống dưới mức nghèo khổ, bao gồm 10,50% những người dưới 18 tuổi và 8,00% của những người 65 tuổi hoặc hơn.